# Krupina (miasto)
Krupina (niem. Karpfen, węg. Korpona) – miasto powiatowe na Słowacji w kraju bańskobystrzyckim, liczy 8 tys. mieszkańców (2011). Pierwsza wzmianka o miejscowości pochodzi z 1238 roku.

## Demografia
Według spisu powszechnego z 2001 roku, miasto miało 7991 mieszkańców, w tym 97,63% Słowaków, 1,14% Romów, 0,38% Czechów i 0,30% Węgrów. 70,32% stanowili katolicy, 17,91% luteranie i 9,27% bez konkretnego wskazania.

## Miasta partnerskie
- Hukvaldy, Czechy
- Krapinske Toplice, Chorwacja
- Nepomuk, Czechy
- Omiš, Chorwacja
- Onikszty, Litwa
- Wisła, Polska